# Pseudomys patrius
Pseudomys patrius — гризун родини Muridae, ендемік Австралії.

## Морфологічні характеристики
Це дрібний гризун з довжиною голови й тулуба від 56 до 78 мм, довжиною хвоста від 63 до 80 мм, довжиною стопи 18 мм, довжиною вух 12 мм і вагою до 17 грамів. Верхні частини сірувато-бурі, густо вкриті довгими чорними волосками. Голова довга, сплощена. Черевні частини білуваті, основа волосків сіра. Під очима та мордою межа між двома кольорами чітка. Бока жовтуваті. Руки та ноги білі. Хвіст довший за голову й тулуб, дрібно вкритий шерстю, зверху темний, знизу світліший.

## Поведінка
Він будує системи нір, прихованих під насипами гравію, де збирається до 10 особин.